# Stowe (krater)
För andra betydelser, se Stowe.
Stowe är en nedslagskrater med en diameter på 80 kilometer, på planeten Venus. Stowe har fått sitt namn efter den amerikanska författaren Harriet Beecher Stowe.